# Александр Крайтон
Сер Александр Крайтон — шотландський лікар, автор наукових праць.

## Медична кар'єра
Крайтон народився у Ньювінгтоні, місцині Единбурга. Отримав ступінь доктора медицини в Лейденському університеті в Нідерландах, 1785 року. Вигострював свої медичні навички під час навчання в Парижі, Штутгарті, Відні та Галле. Повернувся до Лондону у 1789 році, став членом Королівського об'єднання хірургів Великої Британії та Ірландії, але по настанні 1791 року він пішовз хірургії, ставши членом Королівської колегії лікарів, а також у 1793 році долучився до Лондонського ліннеївського товариства. Працював у Вестмінстерській лікарні між 1794 і 1801 роками.
1803 року Крайтона запросили стати особистим лікарем російського імператора, а між 1804 і 1819 роками був призначений ординарієм (особистим лікарем) російського царя Олександра I і Марії Федорівни, вдової імператриці. Крайтон також був керівником медичних служб у Російській Імперії, отримав кілька російських та прусських нагород.
Крайтон закликав свого племінника Арчибальда Вільяма Крайтона піти за ним до Росії. Арчибальд збудував там успішну кар'єру, а його родина стала впливовою.

## Геологічні дослідження
Вийшовши на пенсію в Англії, Крайтон написав кілька книг на медичні та геологічні теми, а 1819 року став членом Королівського географічного товариства. Велика колекція мінералів Крайтона складалася здебільшого зі зразків із Сибіру, Росії, Норвегії, Угорщини, Німеччини, Великої Британії, США та Індії. Вони були придбані під час його перебування на посаді лікаря Олександра I в Росії та під час його подорожей Європою, коли він вивчав медицину.

## Дослідження СДВГ
Крайтон став другою на світі людиною, яка описала стан, подібний до підтипу синдрому порушення уваги і гіперактивности (СДВГ), у своїй книзі «Дослідження природи та походження психічних розладів: осмислення короткої системи фізіології та патології людини». розум та історія пристрастей та їх наслідків (1798).

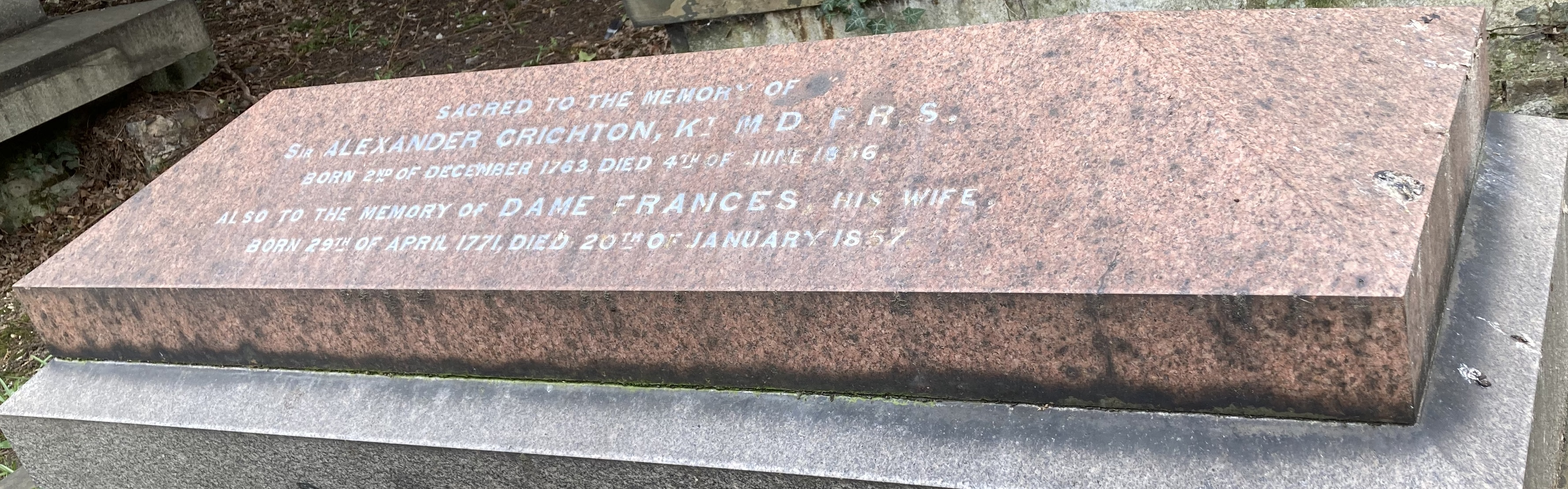
Могила Александра Крайтона на Вест-Норвудському цвинтарі

## Смерть
Крайтон помер у Гроувсі, поблизу Севенокса, і був похований на Вест-Норвудському цвинтарі. Його пам'ятник являє собою гостроверху гранітну плиту.

## Подальше читання
- Charland, Louis C (Sep 2008). Alexander Crichton on the psychopathology of the passions (PDF). Hist Psychiatry. England. 19 (75 Pt 3): 275—96. doi:10.1177/0957154X07078703. ISSN 0957-154X. PMID 20617633. Архів оригіналу (PDF) за 22 лютого 2022. Процитовано 22 лютого 2022.

## Зовнішні посилання
- An inquiry into the nature and origin of mental derangement: comprehending a concise system of the physiology and pathology of the human mind. And a history of the passions and their effects, Volume 1, с. PP7, на «Google Books» 1798